# Дамноа
Дамноа (фр. Dambenois) насеље је и општина у источној Француској у региону Франш-Конте, у департману Ду која припада префектури Монбелијар.
По подацима из 2011. године у општини је живело 777 становника, а густина насељености је износила 236,89 становника/km². Општина се простире на површини од 3,28 km². Налази се на средњој надморској висини од 133 метара (максималној 427 m, а минималној 324 m).

## Демографија
| 1962. | 1968. | 1975. | 1982. | 1990. | 1999. | 2011. |
| ----- | ----- | ----- | ----- | ----- | ----- | ----- |
| 187   | 202   | 242   | 325   | 607   | 629   | 777   |

График промене броја становника у току последњих година